# Casapinta
Casapinta é uma comuna italiana da região do Piemonte, província de Biella, com cerca de 448 habitantes. Estende-se por uma área de 2 km², tendo uma densidade populacional de 224 hab/km². Faz fronteira com Crosa, Curino, Lessona, Masserano, Mezzana Mortigliengo, Strona.

## Demografia
| Variação demográfica do município entre 1861 e 2011                               |
|                                                                                   |
| Fonte: Istituto Nazionale di Statistica (ISTAT) - Elaboração gráfica da Wikipedia |